# Barão do Valado
Barão do Valado foi um título nobiliárquico português criado por Decreto de 21 de Janeiro de 1837 da rainha D. Maria II de Portugal a favor de Manuel Luís Correia

## Titulares
1. Manuel Luís Correia (1772-1845), 1º barão do Valado
2. Raymundo Correia Pinto Tameirão (1807-1889, 2º barão do Valado
3. Augusto Correia Pinto Tameirão (1842-1920), 3º barão do Valado
4. Ângelo Augusto de Sousa Valado Barbedo Pinto (1898-?), 4º barão do Valado

## História
1. Manuel Luís Correia, 1.º Barão do Valado

Notas Biográficas:

Marechal de Campo do exército.
 
General em várias conjunturas políticas.
 
Fidalgo Cavaleiro da Casa Real.
 
Comendador da Ordem da Torre e Espada.
 
Comendador da Ordem de Nossa Senhora da Conceição de Vila Viçosa.
 
Cavaleiro da Ordem de Aviz.
 
Condecorado com a Granada de Ouro pelas Campanhas da Catalunha, e Russilhão.
 
Medalha de Comando na Batalha de Nive.
 
Cruz de Ouro n.º 4 das Campanhas Peninsulares, etc.

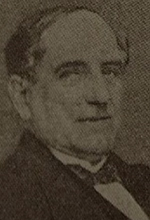
2.º Barão do Valado

2. Raymundo Correia Pinto Tameirão, 2.º Barão do Valado por decreto de 9 de Agosto de 1855 e carta de 13 de Outubro de 1855 do rei D. Pedro V de Portugal 

Notas Biográficas:

Bacharel formado em Direito.
 
Cadete e Porta-Bandeira do Regimento de Infantaria n.º 9.
 
Vereador e Guarda mor da Saúde na cidade do Porto em 1837.
 
Procurador á Junta Geral do Distrito do Porto.
 
Administrador do Concelho e Governador Civil do mesmo Distrito.
 
Deputado às Cortes em várias legislaturas.
 
Fidalgo Cavaleiro da Casa Real.
 
Condecorado com a Medalha n.º 2 das Campanhas da Guerra Peninsular.
 
Comendador da Ordem de Isabel a Católica, etc.

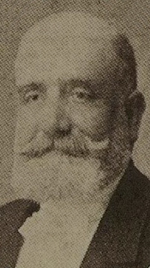
3.º Barão do Valado

3. Augusto Correia Pinto Tameirão, 3.º Barão do Valado

Notas Biográficas:

Fidalgo Cavaleiro da Casa Real.
 
Comendador da Ordem de Nossa Senhroa da Conceição de Vila Viçosa.
 
Procurador à Junta Geral do Distrito do Porto em 1868, e nos bienios seguintes até 1878, e para o mesmo lugar, desde 1878 a 1879, pelo concelho de Vila Nova de Gaia, sendo membro efectivo do mesmo concelho até 1885.

4. Ângelo Augusto de Sousa Valado Barbedo Pinto, 4.º Barão do Valado

Notas Biográficas:

Proprietário e comerciante.

Notas:

Título de Barão por autorização de El-Rei D. Manuel II de Portugal e cedência de direitos de sua mãe.

## Brasão de Armas

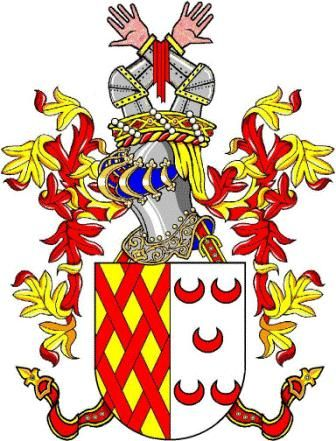
Brasão de armas do 1.º Barão do Valado

Escudo partido em pala; 1º Correia, 2º Pinto. Timbre Correia.

## Genealogia
-1. Manuel Luís Correia, 1.º Barão do Valado, que nasceu a 2 de Dezembro de 1772, na cidade do Porto, freguesia de Santo Ildefonso, onde foi baptizado a 6 de Dezembro de 1772 e morreu na mesma freguesia de Santo Ildefonso, a 21 de Março de 1845. Casou a 7 de Janeiro de 1806, com D. Maria Madalena Pinto Tameirão, que nasceu a 22 de Julho de 1780, e faleceu a 23 de Maio de 1842, filha de Manuel Teixeira de Novaes, natural da freguesia de Espadanêdo, e de sua mulher D. Ana Margarida Josefa Pinto Tameirão, natural da freguesia de Taronquela. Tiveram um único filho:

-2. Raymundo Correia Pinto Tameirão, 2.º Barão do Valado, que nasceu a 21 de Maio de 1807, na freguesia de Santo Ildefonso, Porto, onde foi baptizado, a 3 de Junho de 1807 e morreu na freguesia da Campanhã, Porto, a 25 de Março de 1889. Casou na freguesia de Santo Ildefonso, a 28 de Dezembro de 1835 com D. Isabel Júlia Teixeira Pinto Basto, que nasceu a 20 de Março de 1814, e faleceu no Porto a 29 de Maio de 1884, filha de Custódio José Teixeira Pinto Basto, que nasceu em Cabeceiras de Basto a 8 de Janeiro de 1774, Comendador da Ordem de Cristo, e de sua mulher D. Ana Bárbara Marques da Costa, que nasceu a 4 de Dezembro de 1784. Tiveram dois filhos:

-3. D. Adelaide Isabel Júlia Correia Pinto Tameirão Valado, que nasceu na freguesia de Santo Ildefonso, Porto, a 16 de Dezembro de 1836 e faleceu a 4 de Maio de 1860. Casou a 24 de Outubro de 1853, com Marcos José Teixeira, que nasceu a 25 de Abril de 1813, Fidalgo Cavaleiro da Casa Real, Comendador da Ordem de Nossa Senhora da Conceição de Vila Viçosa, etc., faleceu a 24 de Dezembro de 1867, filho de João Manuel Martins Teixeira, Familiar do Santo Oficio, e de sua 2.ª mulher D. Maria Luísa de Almeida, Senhora da Casa e Quinta da Fonte do Peso da Régua, em São Miguel de Poiares, Régua. Tiveram dois filhos:

- - - - - -4. D. Maria Isabel Teixeira Correia Pinto Tameirão Valado, que nasceu no Porto, a 23 de Julho de 1855, e faleceu em Lisboa, a 2 de Agosto de 1937. Casou na freguesia da Sé, Porto, a 22 de Fevereiro de 1875, com Bento Leite Ribeiro e Silva, 2.º  Barão de Urgeira, que nasceu a 24 de Janeiro de 1845, e faleceu a 7 de Julho de 1920, filho primogénito de Manuel Leite Ribeiro e Silva, 1.º Barão de Urgeira. Com geração.

- - - - - -4. Álvaro Augusto Teixeira Correia Pinto Tameirão Valado, nasceu em São Miguel de Poiares, Régua, a 21 de Julho de 1856, e faleceu em Leça da Palmeira, a 16 de Julho de 1918. Casou na Foz do Douro, a 30 de Setembro de 1876, com a irmã do seu cunhado, D. Maria Cândida Leite Ribeiro e Silva, que nasceu em Valença do Minho, a 20 de Novembro de 1849, e faleceu a 10 de Outubro de 1914, filha Manuel Leite Ribeiro e Silva, 1.º Barão de Urgeira, e de sua mulher D. Maria Amália da Silva Melo. Com geração.

-3. Augusto Correia Pinto Tameirão, 3.º Barão do Valado, que nasceu a 28 de Agosto de 1842, na freguesia de Santo Ildefonso, Porto, onde foi baptizado a 15 de Setembro de 1842 e faleceu a 5 de Novembro de 1920. Casou na freguesia de Santo Ildefonso, Porto a 27 de Agosto de 1863, com D. Josefina Henriqueta de Sousa Basto, que nasceu a 18 de Abril de 1842, na freguesia de Nossa Senhora da Candelária, no Rio de Janeiro, Brasil, onde foi baptizada a 3 de Junho de 1842, faleceu no Porto, a 23 de Novembro de 1918, filha de José António de Sousa Basto, 1.º Visconde e 1.º Conde da Trindade, e de sua mulher D. Josefa Rosa de Amorim, Dama da Ordem de Maria Luiza de Espanha. Tiveram seis filhos:

-4. D. Isabel Alice de Sousa Correia Teixeira Pinto Tameirão Valado, que nasceu no Porto, a 13 de Agosto de 1864. Casou a 23 de Janeiro de 1897, com Afonso Carlos de Barbedo Pinto, que nasceu a 13 de Setembro de 1871, Bacharel formado em Medicina, Vereador da Câmara Municipal do Porto, Administrador do Concelho de Cinfães, etc., e faleceu a 4 de Abril de 1937, filho de Miguel Barbedo Pinto, proprietário em Cinfães, e de sua mulher D. Teresa Isaura Barbedo. Tiveram três filhos:

- - - - - -5. D. Alzira, que nasceu a 25 de Setembro de 1897, e faleceu a 21 de Janeiro de 1898.

- - - - - -5. Ângelo Augusto de Sousa Valado Barbedo Pinto, 4.º Barão do Valado, por autorização do Rei D. Manuel II e cedência de direitos de sua mãe, nasceu no Porto, a 19 de Outubro de 1898. Casou a 8 de Abril de 1920, com D. Maria Margarida Teixeira Pinto de Magalhães, filha de António Pinto de Magalhães, 1.º Visconde de Alijó, título criado por El-Rei D. Carlos I de Portugal por decreto de 4 de Julho de 1905, e de sua mulher D. Margarida Alves Martins da Motta. Tiveram a:

- - - - - - - - - - -6. Afonso António Magalhães Barbedo Pinto, que nasceu na Foz do Douro, Porto, a 13 de Junho de 1925, e faleceu no Peso da Régua, a 20 de Março de 1995. Casou em Lamego, no Santuário dos Remédios, a 30 de Julho de 1964, com D. Maria Regina Martinho de Sousa Aires Pinto, natural do Peso da Régua, freguesia de Covelinhas, filha de Mário Augusto de Sousa Aires e de Rosa Martinho. Tiveram a:

- - - - - - - - - - - - - - - - - - - - -7. António Manuel de Sousa Magalhães Barbedo Pinto, representante genealógico dos Barões do Valado.

- - - - - -5. D. Maria Isabel de Sousa Valado Barbedo Pinto, que nasceu a 13 de Julho de 1900. Casou a 8 de Abril de 1931, com Basílio Alberto de Sousa Cerveira Pinto, que nasceu a 3 de Março de 1892, formado em Medicina, Médico Municipal em Resende, etc., filho de Miguel Joaquim Pereira de Cerveira Pinto, Senhor da Casa de Picão, em Oliveira, Cinfães, e de sua mulher D. Guilhermina Amélia de Sousa Pinto. Com geração.

 
-4. D. Balbina, que nasceu a 26 de Agosto de 1865, e faleceu na freguesia da Vitória, Porto, a 23 de Agosto de 1867.

-4.  Augusto, que nasceu a 30 de Agosto de 1866, e faleceu a 16 de Setembro de 1868.

-4. D. Maria da Conceição Correia Pinto de Sousa Tameirão Valado, que nasceu a 7 de Maio de 1871, na freguesia de Santo Ildefonso, Porto, onde foi baptizada a 21 de Maio de 1871, e faleceu na freguesia da Foz, Porto, a 3 de Março de 1956. Casou a 10 de Abril de 1890, com Alberto de Castro Pereira de Almeida Navarro, Bacharel Formado em Direito, Deputado da Nação em várias legislaturas, Ajudante do Procurador-Geral da Coroa, Grã-Cruz da Ordem de S. Tiago da Espada, e da de Isabel a Católica de Espanha, etc., que nasceu a 27 de Agosto de 1867 e morreu a 1 de Fevereiro de 1934, filho de Francisco de Almeida Navarro, proprietário, e de sua segunda mulher, D. Ermelinda Amélia de Castro Pereira. Com geração.

-4. D. Adelaide Augusta de Sousa Correia Teixeira Tameirão Valado, que nasceu a 21 de Fevereiro de 1873, na freguesia de Santo Ildefonso, Porto, onde foi baptizada a 6 de Março de 1873. Casou no Porto, a 29 de Junho de 1899, com o Dr. Ayres Lobo de Sousa Ramos Arnaud, que nasceu no dia 13 de Janeiro de 1870, na freguesia da Vitória, Porto, onde foi baptizado a 11 de Junho de 1870, Senhor da Casa de Mattos, em Espadanedo, concelho de Cinfães, Bacharel formado em Direito, Juiz Desembargador do Tribunal da Relação do Porto, etc., faleceu na freguesia de São João de Deus, Lisboa, no dia 17 de Março de 1963, filho de Ayres de Sousa Pereira Arnaud, Engenheiro das Obras Publicas e 1.º Oficial da Alfândega do Porto, etc., e de sua mulher D. Angélica Rosa de São José Ramos. Com geração.

-4. Jayme Augusto Teixeira Correia Pinto Tameirão Valado, que nasceu na freguesia de Santo Ildefonso, Porto, a 21 de Agosto de 1874, funcionário da Direcção-Geral dos Caminhos-de-Ferro do Minho e Douro, distinto desportista, cavaleiro tauromáquico amador, faleceu ainda em vida de seu pai, a 10 de Março de 1913. Casou na igreja do Senhor do Bonfim, Porto, a 7 de Janeiro de 1899, com D. Maria Cândida Pereira Leite, que nasceu na freguesia de São Francisco Xavier, cidade de São Paulo, Brasil, em 1882, filha de Alberto Pereira Leite, natural de Cabeceiras de Basto, e de sua mulher D. Maria da Glória Pereira Leite, natural da freguesia da Sé, São Paulo, Brasil. Sem geração.